# Crystal City, Missouri
Crystal City är en ort (city) i Jefferson County i delstaten Missouri i USA. Orten hade 4 740 invånare, på en yta av 11,71 km² (2020). Crystal City och den större grannstaden Festus kallas ofta "Twin Cities".

## Kända personer från Crystal City
- Bill Bradley, basketspelare och politiker, senator för New Jersey 1979–1997